# ثنائي بنزوثيبين
مركبات ثنائي البنزوثيبين هي مجموعة مركبات كيميائية مشتقة من الثيبين وتحتوي على حلقتي بنزين.
من أمثلتها دوثيبين (أو دوسوليبين) ومثيوثيبين (أو ميتيتيبين) وزوتيبين.

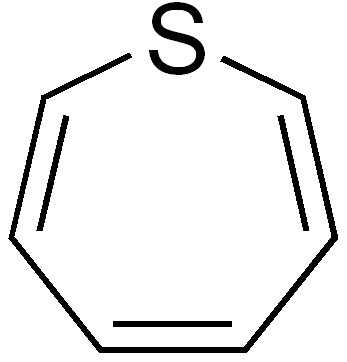
ثيبين
دوسوليبين
ميتيتيبين